# Filmoteca de Albacete
La Filmoteca de Albacete es una institución pública creada en 2001 que persigue la recuperación, investigación y difusión del arte cinematográfico en la ciudad española de Albacete, donde tiene su sede, así como en la comunidad autónoma de Castilla-La Mancha.

## Historia
La Filmoteca de Albacete fue inaugurada oficialmente en noviembre de 2001.
Desde 2005 la Filmoteca de Albacete permanece pendiente de la creación de la Filmoteca Regional de Castilla-La Mancha, dado el anuncio oficial de la Consejería de Cultura de la Junta de Comunidades de Castilla-La Mancha de que la sede central de la misma estaría en Albacete, reconvirtiendo algunos servicios de la Filmoteca existente y creando un nuevo espacio que se convertirá en la sede de archivos, biblioteca y administración recuperando otro espacio tradicionalmente cultural: el antiguo cine-teatro Carlos III de la capital manchega. 

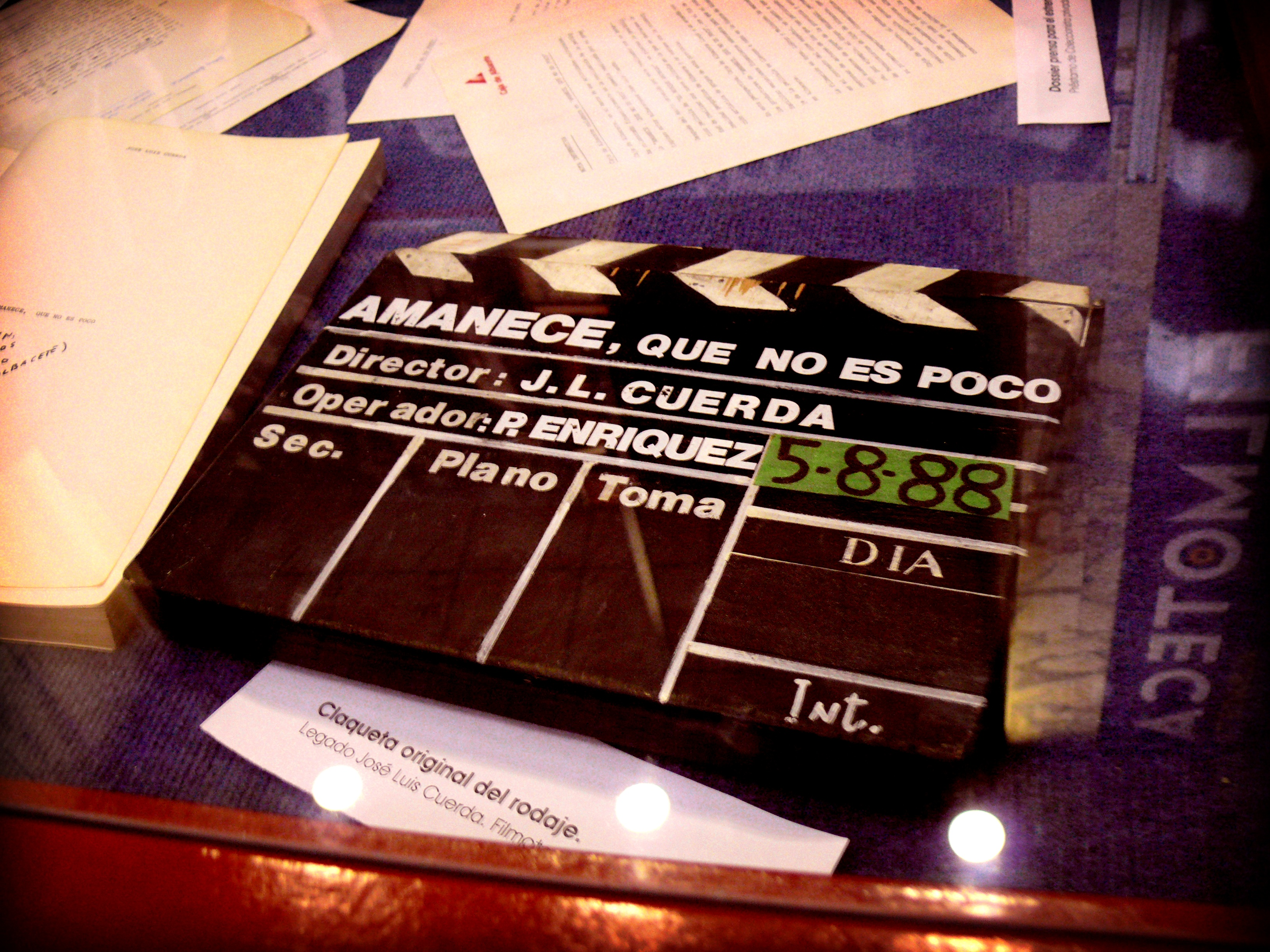
Claqueta original del rodaje de la película Amanece, que no es poco de José Luis Cuerda, expuesta en la Filmoteca de Albacete.

En 2008 el cineasta José Luis Cuerda cedió a la Filmoteca de Albacete gran parte de sus archivos privados, para su conservación y futura consulta por los interesados que lo deseen. En esa cesión se incluían las claquetas originales de todas sus películas, que hoy se pueden ver en una vitrina en el vestíbulo de la sede de proyecciones (Cine Capitol).
En 2011 abrió al público una mediateca de consulta compuesta por una videoteca y una biblioteca especializada en cine.

## Características
Entre sus actividades destaca la difusión -proyecciones públicas-. Sus proyecciones se desarrollan de martes a domingos (ambos incluidos), respetando la versión original -subtitulada- y basadas en ciclos periódicos o de temporada. La filmoteca recibe más de 60.000 visitantes al año.

## Sede
La Filmoteca de Albacete tiene su sede en el emblemático Cine Capitol de la capital albaceteña, espacio  dedicado al cine desde los años 1930, y abandonado comercialmente en 1998, por lo que su uso como sede de la Filmoteca supuso también su recuperación pública.
Actualmente es la única gran sala cinematográfica abierta situada en el Centro de la ciudad.